# От Ил
От Ил (фр. Haute-Isle) је насељено место у Француској у региону Париски регион, у департману Долина Оазе.
По подацима из 2011. године у општини је живело 314 становника, а густина насељености је износила 122,18 становника/km².

## Демографија
| 1962. | 1968. | 1975. | 1982. | 1990. | 2011. |
| ----- | ----- | ----- | ----- | ----- | ----- |
| 99    | 99    | 148   | 233   | 245   | 314   |